# Obra Aberta
Obra aberta é um livro escrito por Umberto Eco, que reúne uma coletânea de ensaios a respeito das formas de indeterminação das poéticas contemporâneas, tanto em literatura, como em artes plásticas e música. Sua primeira edição data de 1962, momento em que a arte europeia assistia à proliferação de obras de arte indeterminadas com relação à forma, convidando o intérprete a participar ativamente na construção final do objeto artístico. São exemplos desse tipo de obra as séries permutáveis de partitura do músico Henri Pousseur e os móbiles de Alexander Calder. O livro contou com várias outras edições, acrescentadas de novos ensaios por parte do seu autor. Além disso, a obra foi traduzida para inúmeras línguas em todo o mundo, sendo que a versão brasileira foi lançada pela Editora Perspectiva, com tradução de Giovanni Cutolo.

## O Conceito
Na sua introdução à segunda edição, Umberto Eco é bastante sugestivo. Dela decorrem três conclusões fundamentais: 
- toda obra de arte é aberta porque não comporta apenas uma interpretação;
- a "obra aberta" não é uma categoria crítica, mas um modelo teórico para tentar explicar a arte contemporânea;
- qualquer referencial teórico usado para analisar a arte contemporânea não revela suas características estéticas, mas apenas um modo de ser dela segundo seus próprios pressupostos.

Em "A poética da obra aberta", a intencionalidade é considerada um pressuposto da obra aberta. Além de toda obra possibilitar várias interpretações, a obra aberta apresenta-se de várias formas e cada uma delas se submete ao julgamento do público. À medida que o autor cria várias obras, deixando ao executante escolher uma das seqüências possíveis e definir, por exemplo, a duração dos sons, a própria execução da obra torna-se um ato de criação. Nesse sentido, autoria e co-autoria acabam se confundindo de tal maneira que já não se pode falar de uma obra de arte, mas de várias "obras". Cumpre lembrar que, apesar de seu caráter indeterminado, que pode culminar num sem-número de configurações formais, ainda assim, segundo a visão de Eco, se pode falar de "obra", única e individual, na medida em que as várias possibilidades combinatórias estão de antemão previstas pela estrutura mesma da obra que se propõe aberta. Em todo caso, a antinomia é bastante clara, servindo de ponto de discórdia entre os leitores e comentadores do livro.
Na avaliação de Umberto Eco, as motivações para a poética da obra aberta podem ser encontradas nas teorias da relatividade, na física quântica, na fenomenologia, no desconstrucionismo, entre outras. De acordo com o semioticista italiano, essas teorias científicas e essas correntes filosóficas modernas promovem uma espécie de "descentralização", de ampliação dos horizontes imagináveis para a concepção da realidade. Nesse sentido, diante do reconhecimento de que as poéticas clássicas (identificadas, aqui, com as poéticas anteriores à poética da abertura) não são mais capazes de lidar com a pluralidade de sentidos do mundo, nem tampouco com o seu caráter multifacetado, os artistas da obra aberta se lançam na busca de uma linguagem artística capaz de promover no intérprete justamente esse sentimento de descentralização e pluralidade.
Além desse primeiro sentido do conceito de obra aberta, há, porém, segundo Eco, uma segunda categoria de obras que podem ser denominadas "abertas": aquelas que são determinadas quanto à forma, mas indeterminadas quanto ao conteúdo. Nesse caso, poder-se-ia dizer que a abertura é efeito da combinatória de signos que formam a estrutura da obra, que, evocando os mais diversos sentidos, permitem ao intérprete fazer, durante a fruição, as mais diversas conjecturas interpretativas. Dito de outro modo, a forma, acabada em si, é dotada de uma estrutura que desafia constantemente o intérprete a construir sentido, mediante inferências a respeito de como a obra foi criada e como ela pode ser interpretada dentro de um determinado contexto. De certo modo, portanto, a reflexão da relação entre a indeterminação de sentidos e a participação ativa na construção dos mesmos por parte do intérprete, ponto crucial da teoria semiótica de Eco nas suas obras sobre os limites da interpretação, estão, de alguma forma, presentes em Obra aberta.
Cumpre lembrar que, de algum modo, toda e qualquer obra de arte tem em si a abertura como característica fundamental. Isso se deve ao fato de que Eco reconhece na linguagem da arte a pluralidade de sentidos como traço definidor, em contraposição à linguagem cotidiana. Sendo assim, devemos distinguir, portanto, duas categorias de abertura: 1) a abertura como definição da arte; e 2) a abertura como intenção da obra (decorrente da intenção do autor, mas não necessariamente dependente dela), que caracteriza o surplus de abertura que define o conceito de obra aberta.

## A Estrutura
Umberto Eco descreve o procedimento de abertura da obra aberta a partir de dois horizontes teóricos distintos: a teoria da informação e a semiótica. Com relação à teoria da informação, Eco sustenta que a obra aberta é aquela que aumenta a entropia da mensagem, fazendo com que o receptor da mensagem disponha de inúmeras possibilidades inferenciais a partir de um universo de escolhas. Com efeito, de acordo com a teoria da informação, uma mensagem é mais redundante quanto menores forem os percursos possíveis que levam desde a infinita possibilidade de escolha para formar uma mensagem na fonte até a redução considerável dessas possibilidades inferenciais quando da composição da mensagem. Em contraposição, portanto, a obra aberta conserva, na sua forma final enquanto mensagem, uma entropia básica que indetermina os caminhos possíveis.
No que tange à semiótica, Eco observa a criação da abertura na escolha deliberada do autor por aquilo que ele denomina mensagens estéticas (em oposição às mensagens referenciais): partindo de um horizonte de expectativas mais ou menos claro, em que se domina não só os aspectos semânticos de um signo, mas também a sua inserção dentro dos contextos possíveis (o que se poderia entender por uma pragmática codificada), a autor busca romper com os paradigmas, criando e combinando mensagens que contradizem o hábito dos usuários de um código. Isso cria, no entender de Eco, um efeito de constrangimento por parte do intérprete, que se vê obrigado a decodificar a mensagem segundo princípios semióticos inéditos. Nesse sentido, a obra aberta se configura, do ponto de vista da semiótica, como aquela mensagem que contraria os hábitos interpretativos dos usuários de um código, fazendo com que eles se lancem, para fruir a obra, numa descoberta ativa de significados possíveis, respeitando sempre uma dialética constante entre o código compartilhado, a estrutura da obra e a intenção do intérprete...

## Repercussões
Naturalmente, Obra aberta gerou inúmeras interpretações e apreciações equivocadas ou levianas: alguns viram nesse livro uma defesa do pragmatismo e do relativismo absolutos, na medida em que, erroneamente, segundo Eco, identificaram no texto uma postura de acordo com a qual não há limites para a interpretação de um texto ou obra, ou que uma obra pode, em princípio, levar a quaisquer interpretações. Mais tarde, Eco tratou de corrigir o equívoco, dedicando-se ao tema da cooperação interpretativa e os limites da interpretação, durante as décadas de 1980 e 1990. Outros, ainda, destacaram o conceito de obra aberta de seu pano de fundo filosófico-estético e o aplicaram a outras disciplinas alheias à reflexão de Eco. De qualquer forma, o livro teve (e tem) uma grande aceitação no universo acadêmico mundial e serviu a artistas de todo o mundo como uma espécie de "manifesto teórico" de um tipo de arte que primava pelo experimentalismo como valor. É o caso do Grupo 63, um grupo de artistas formado na Itália na década de 1960, e dos poetas, ensaístas e críticos brasileiros ligados ao Concretismo, a saber, Haroldo de Campos, Décio Pignatari e Ferreira Gullar (que mais tarde abandonou o grupo), de cujo interesse decorreu vários livros e ensaios, entre os quais A Arte no horizonte do provável, de Haroldo de Campos, e Informação, linguagem, comunicação, de Décio Pignatari.